# Vi phân ngẫu nhiên
Vi phân ngẫu nhiên (hay còn gọi là tính toán ngẫu nhiên) là một nhánh toán học hoạt động trên các quá trình ngẫu nhiên. Nó cho phép một lý thuyết nhất quán của sự tích hợp được định nghĩa dành cho tích phân của các quá trình ngẫu nhiên đối với các quá trình ngẫu nhiên. Vi phân ngẫu nhiên được dùng trong các hệ thống mô hình có hành vi hoạt động ngẫu nhiên.